# Tormod Knutsen
Tormod Knutsen (n. 7 ianuarie 1932, Comuna Eidsvoll, Akershus, Norvegia – d. 23 februarie 2021, Comuna Eidsvoll, Viken, Norvegia) a fost un sportiv ce a reprezentat Norvegia, medaliat olimpic. A participat la 3 ediții ale Jocurilor Olimpice (1956, 1960, 1964) în care a câștigat o medalie de aur și o medalie de argint.